# Район Хамакіта
Райо́н Хамакіта́ (яп. 浜北区, はまきたく, МФА: [hamakʲita ku̥]) — район міста Хамамацу префектури Сідзуока в Японії.  Площа становить 66,51 км². Станом на 1 серпня 2011 року населення складало 91 726  осіб, густота населення — 1380 осіб/км².

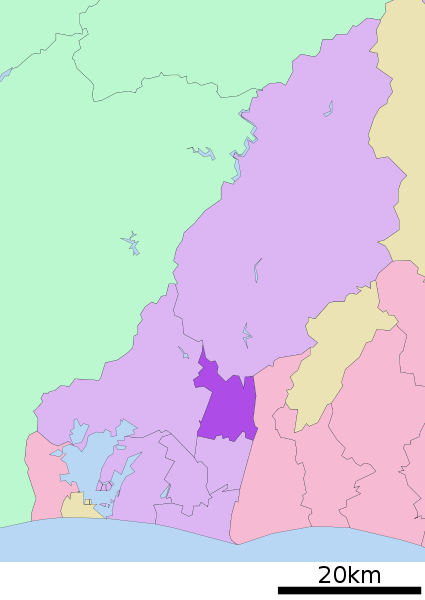

Район було реорганізовано та об'єднано у новоутворений район Хамана разом з частиною району Кіта